# Majeure cinquième
Au bridge, le terme majeure cinquième regroupe tous les systèmes d'enchères dont le principe d'ouverture privilégie une couleur majeure (♠ ou ♥) dès que la main de l'ouvreur compte au moins cinq cartes dans au moins une des majeures ; ces systèmes s'opposent notamment aux autres systèmes naturels d'enchères qui autorisent l'ouverture en majeure avec seulement quatre cartes. Dans un sens plus restreint, la majeure cinquième qualifie le système d'enchères français (SEF).
(Voir Glossaire du bridge pour les définitions et abréviations usuelles.)

## Principe de la majeure cinquième
Les systèmes à base de majeure cinquième n'autorisent une ouverture dans une couleur majeure (♠ ou ♥) que si la main compte au moins cinq cartes dans cette majeure. Le partenaire peut alors soutenir l'ouvreur dès qu'il a au moins trois cartes dans cette majeure.
La simplicité de la majeure cinquième - et son succès - tient à ses qualités intrinsèques :
1. la manche est plus facile à réaliser avec une couleur majeure (10 plis à réaliser) qu'avec une couleur mineure (11 plis) ;
2. avec cinq cartes d'une même couleur, la probabilité d'avoir la majorité des atouts avec son partenaire est significative, et la présence de ce cinquième atout renforce les avantages d'un jeu en majeure par rapport à sans-atout ;
3. les jeux réguliers sont décrits par une ouverture ou une suite d'enchères permettant de trouver un contrat à sans-atout à défaut de majeure intéressante.

La majeure cinquième remplace des méthodes plus anciennes comme le Bridge Canapé, qui a obtenu ses plus grands succès avec Giorgio Belladonna, et qui permettait aussi d'ouvrir avec quatre cartes dans une majeure ; le partenaire n'avait alors pas le moyen avec trois cartes dans cette majeure de soutenir directement. La majeure cinquième a été popularisée en France par les livres de Pierre Jaïs et Michel Lebel ("La majeure cinquième", "La nouvelle majeure cinquième", ...).
Les principaux systèmes appliquant le principe de majeure cinquième sont le standard american yellow card (SAYC ou Sayc) et le système d'enseignement français (SEF). Leurs principales différences sont liées aux ouvertures au palier de 2 : l'ouverture 2♦ est une ouverture conventionnelle généralement très forte (forcing de manche) pour le SEF (24 points et plus) alors qu'elle est faible pour le SAYC. L'ouverture 2♣ est une ouverture forte générique dans ces deux systèmes mais avec une fourchette de points différente.

## Le SEF, système français
On peut prendre comme référence pour le SEF le livre "Le Système d'Enseignement Français" dans son édition de 2006, 2012, ou 2018. Ce document donne les conventions d'enchères de la Fédération Française de Bridge mais aussi les principes du jeu de la carte (conventions de défausse notamment).

### Évolutions et variantes du SEF

#### Évolutions
Pour le SEF, les enchères 2♠ et 2♥ indiquent une couleur de six cartes avec 6 et 10 points H (2 faibles). Cette évolution, qui permet des enchères plus compétitives, remplace depuis la fin du XXe siècle le 2 fort où les ouvertures 2♠ et 2♥ indiquaient au moins une vingtaine de points, tandis que l'enchère générique de force était le 2♣ Albarran.
Autre exemple d'évolution : le SEF de 2012 inclut la convention du 3 sans-atout fitté (en réponse à une ouverture de 1 en majeure).
Une autre évolution récente consiste à supprimer, pour le répondant après une ouverture à une mineure, la règle "priorité à la majeure". Ainsi, sur l'ouverture de 1♣, le répondant qui possède le jeu : 
♠ R 5 3 2 ♥ 5 3 2 ♦ D V 9 4 2 ♣ 8
aurait répondu jadis 1♠ mais répondra dorénavant 1♦.

#### Variantes
La principale variante actuelle porte principalement sur les ouvertures 1♣ et 1♦ (sans majeure cinquième donc) : avec la meilleure mineure on ouvrira toujours de la mineure la plus longue, tandis qu'avec le carreau quatrième on n'ouvrira de 1♦ qu'avec au moins quatre cartes dans cette couleur (la différence concerne seulement des mains 4♠4♥3♦2♣).
Une autre variante porte sur la signification des soutiens à saut dans les mineures. Connue parfois sous le nom de fitmaj, elle consiste, après une ouverture de 1♥ ou de 1♠, à soutenir le partenaire sans saut, avec saut ou avec double saut en barrage faible (6 à 10DH) avec respectivement 3, 4 ou 5 atouts, et à utiliser les réponses de saut dans l'autre majeure, dans une mineure ou à SA, pour des jeux de soutien fort de l'ouvreur. Cette variante fait un usage intensif de la Loi des levées totales.

### Évaluation d'une main
On utilise trois types de points : H (Honneur), L (Longueur) et D (Distribution) selon les situations (points H seuls, points HL : points H plus points L, points DH, ou points HLD).
Les points d'honneurs (points H) sont calculés en fonction du nombre et de la qualité des honneurs d'une main : As : 4 points H, Roi : 3 points H, Dame : 2 points H, Valet : 1 point H.
Chaque carte à partir de la cinquième dans une couleur commandée par un gros honneur compte pour un point de longueur, (L) y compris pour la cinquième carte de la couleur majeure de l'ouvreur (mais pas du répondant en cas de misfit).
Les points de distribution sont octroyés aux mains comme suit : Chicane : 3 points D, Singleton : 2 points D, Doubleton : 1 point D. Par exception, un Roi singleton qui devrait valoir 3H+2D=5DH ne vaut que 3DH, et une Dame singleton ou un valet singleton ne valent que 2DH. Si un fit a été déterminé, ajouter 2D pour le 9ème atout et 1D pour chaque atout au-delà du 9ème.
Une main est dite régulière si elle n'a ni chicane, ni singleton, et un seul doubleton au maximum : 4-3-3-3, 4-4-3-2, 5-3-3-2. Toutefois, pour la main de l'ouvreur, la définition du terme est légèrement différente : il ne doit pas comporter 5♥ ou 5♠, mais il peut comporter 5♣ ou 5♦, et il peut comporter 2 doubletons.
Une main est dite unicolore si elle a une couleur avec 6+ cartes et aucune couleur avec 4+ cartes.
Une main est dite bicolore si elle a une couleur avec 5+ cartes et une autre avec 4+ cartes. Toutefois, une main d'ouvreur de type 5-4-2-2 avec 5♣ ou 5♦ est considérée comme régulière.
Une main est tricolore si elle a 3 couleurs avec 4+ cartes : c'est une main 5-4-4-0 ou 4-4-4-1.

### Table de décision
| Force du camp en points HL | Nombre de levées moyen à SA |
| -------------------------- | --------------------------- |
| 20-21-22                   | 7                           |
| 23-24                      | 8                           |
| 25-26                      | 9                           |
| 27-28-29                   | 10                          |
| 30-31-32                   | 11                          |
| 33-34-35-36                | 12                          |
| 37-38-39-40                | 13                          |

En duplicate, noté en IMPs,
- les contrats partiels doivent souvent être déclarés même quand ils chutent, surtout lorsque son camp n'est pas vulnérable parce que l'adversaire hésite à contrer une partielle, le coût étant trop élevé lorsqu'elle réussit ;
- les manches doivent être déclarées dès lors qu'elles ont 42% de chance de réussite[5], car elles rapportent beaucoup de points ; ainsi, 
  - les manches à 3SA doivent généralement être déclarées avec 12H dans chaque main, donc 24H (ou 25HL) cumulés, mais si les mains sont très déséquilibrées en points il vaut mieux avoir 1 point de plus. Par exemple, après une ouverture de 2♣ suivie de la séquence classique 2♦ - 2SA par laquelle l'ouvreur montre un jeu régulier de 22-23H, le répondant devra avoir au moins 3 à 4HL pour déclarer la manche à 3SA.
  - les manches à 4♥ ou 4♠ nécessitent 27HLD
  - les manches à 5♣ ou 5♦ nécessitent 30HLD
- les petits chelems doivent être déclarés s'ils ont 50% de chance de réussite, et les grands chelems avec 55% de chance. Cela correspond à :
  - pour un petit chelem à SA: 33HL, à la couleur: 33HLD
  - pour un grand chelem à SA: 37HL, à la couleur: 37HLD

En tournoi par paires, où chaque donne est notée par un pourcentage, tous les contrats doivent être déclarés dès lors qu'ils ont 50% de chance de réussite, car l'adversaire, s'il est bon joueur, n'hésitera pas à contrer s'il se rend compte que la probabilité de succès est inférieure à 50%. Toutefois, dans un tournoi de joueurs faibles ou moyens, les chelems et en particulier les grands chelems nécessitent une plus forte probabilité de succès, évaluée souvent à 67% pour les grands chelems

### Les ouvertures
| Ouverture        | Description                                                              | Points                                | Notes |
| ---------------- | ------------------------------------------------------------------------ | ------------------------------------- | --- |
| 1♠ ou 1♥         | Majeure cinquième                                                        | 13 à 23HL                             | Nécessite au moins 5 cartes dans la couleur |
| 1SA              | Sans-atout                                                               | 15H à 17HL                            | Nécessite une main régulière |
| 2SA              | Sans-atout                                                               | 20 ou 21H                             | Nécessite une main régulière |
| 1♦ ou 1♣         | Couleur mineure                                                          | 12H ou 13HL à 23HL                    | Nécessite au moins 3 cartes dans la couleur, et aucune des ouvertures précédentes |
| 2♣               | Forcing                                                                  | 20 à 23 HL                            | - main unicolore de 20-23HL ou de 8 levées de jeu en majeure ou de 9 levées de jeu en mineure - ou main régulière de 22 ou 23H (super 2SA) Forcing pour 1 tour mais non forcing de manche |
| 2♦               | Forcing de manche (on ne s'arrêtera pas avant d'avoir atteint la manche) | 24HL et +                             | Cette ouverture est la seule qui donne le capitanat à l'ouvreur |
| 2♥ ou 2♠         | Ouverture de barrage (destinée à gêner les adversaires)                  | 5 à 10H, donc 7 à 12HL                | Six cartes dans la majeure nommée et une main sans valeur d'ouverture; ne pas utiliser si 4+ cartes dans l'autre majeure ou si 5+ cartes dans une mineure                                 |
| 3♣, 3♦, 3♥ ou 3♠ | Ouverture de barrage                                                     | 5 à 10H, donc 8 à 13HL                | 7 cartes dans la couleur et une main sans valeur d'ouverture; aucune autre majeure 4ème                                                                                                   |
| 3SA              | Ouverture de barrage                                                     | maximum 12H                           | main comprenant une mineure (♣ ou ♦) de 7 cartes, affranchie (maîtresse) et pas de roi ou d'as externe à la couleur                                                                       |
| 4♣, 4♦, 4♥ ou 4♠ | Ouverture de barrage                                                     | 5 à 10H, donc 9 à 14HL sauf exception | 8 cartes dans la couleur La main peut être plus forte que 14HL si la couleur est une majeure et si le partenaire avait passé auparavant                                                   |

Cas particuliers :
- Mains de 20 à 23HL que l'on ouvre au palier de 1 : mains très fortement bicolores dont la description est fortement facilitée par une ouverture au palier de 1.

- Main régulière de 18HL-19H : ouverture de 1♣ ou 1 ♦ suivi de 2SA.

Remarque sur les barrages : ils sont particulièrement bienvenus lorsque l'ouvreur est en 3ème position (donc après 2 passe), et dans une moindre mesure en 1ère position (donneur). Ils sont moins recommandés en 2ème et en 4ème position.

### Réponses aux ouvertures de 1 à la couleur
On doit répondre avec des mains régulières à partir de 6HL et les autres à partir de 6HLD.
Toutes les réponses ne limitant pas la main du répondant sont forcing, c'est-à-dire qu'elles obligent l'ouvreur à reparler quelle que soit sa main ; en pratique, il s'agit des changements de couleur. Une exception toutefois: si le répondant avait passé d'entrée, le soutien simple de l'ouvreur n'est pas forcing.

#### Soutien
Si on a détecté un fit au moins 8ème avec le partenaire :
| Points              | En mineure | En majeure |
| ------------------- | --- | --- |
| 0-5 HLD             | Passe | Passe |
| 6-10 HLD            | Soutien simple | Soutien simple |
| 11-12 HLD           | Cas général : soutien à saut Si le répondant a passé d'entrée et possède 4 cartes dans la mineure du partenaire et 5 belles cartes dans une autre couleur, enchère de rencontre: il annonce cette nouvelle couleur à saut | Lorsque le répondant n'a pas encore passé: 2SA avec 3 cartes, soutien à saut avec 4 cartes Lorsque le répondant est en 3ème position: convention Drury |
| 13-15 HLD           | Le contrat sera probablement à 3SA, peut-être une manche à la mineure : nommer une autre couleur d'abord, en envisageant 3SA ou un éventuel soutien ultérieur du partenaire                                               | La manche à la couleur est certaine : - avec 3 atouts, changer de couleur puis soutenir au niveau de la manche (4♥ ou 4♠) - avec 4 atouts et un jeu régulier, répondre 3SA - avec 4 atouts et un singleton ou une chicane, faire un splinter en nommant la courte avec un double saut |
| 16+ HLD             | Nommer une autre couleur d'abord, en envisageant différentes possibilités dont un éventuel soutien différé ultérieur du partenaire                                                                                        | Changer de couleur puis soutenir ultérieurement le partenaire au niveau de 3♥ ou 3♠ afin de montrer les ambitions de chelem |
| 5 à 8H et 5+ atouts | | Barrage : déclarer directement la manche (4♥ ou 4♠) avec 5 cartes et un jeu assez faible, en application de la Loi des levées totales |

#### Réponses directes à Sans-Atout après l'ouverture à la couleur
| Annonce    | En mineure                                                            | En majeure                                                            |
| ---------- | --------------------------------------------------------------------- | --------------------------------------------------------------------- |
| 1SA        | 6-10 HL ; aucune couleur annonçable au niveau de 1 ; réponse poubelle | 6-10 HL ; aucune couleur annonçable au niveau de 1 ; réponse poubelle |
| 2SA        | 11H ou 12HL, jeu régulier                                             | soutien avec 3 cartes dans la couleur du partenaire                   |
| 3SA        | 12H ou 13-15 HLD                                                      | soutien du partenaire avec 4 atouts et un jeu régulier                |
| 4SA        | Enchère quantitative, demande au partenaire d'aller à 6SA si 15+HL    |                                                                       |
| 6SA ou 7SA | Pour les jouer                                                        |                                                                       |

L'ensemble de ces réponses à SA est non forcing.

#### Réponses aux ouvertures de 1 en mineure
Nous examinons maintenant les réponses en dehors des cas de fit établi ou de réponse à SA, qui ont été examinés ci-dessus.
De 0 à 5HL, le répondant passe.
La règle antérieure à 2012 de priorité à la majeure a été quasiment supprimée. Elle est remplacée par le principe suivant :
Annoncer la couleur la plus longue. En cas d'égalité de longueur, 
- s'il y a plusieurs couleurs 4èmes, nommer d'abord la plus économique, puis annoncer ultérieurement les autres le cas échéant
- s'il y a plusieurs couleurs 5èmes, nommer d'abord la plus chère.

Exceptions :
- Avec une main de moins de 12HL :
  - après une ouverture de 1♣, avec exactement 4 cartes à ♦ et 4 cartes dans une ou deux majeures, annoncer la majeure la plus économique,
  - après une ouverture de 1♦, avec exactement 5 cartes à ♣ et 4 cartes dans une ou deux majeures, annoncer la majeure la plus économique,
- Avec 18+HL et un bel unicolore de 6+ cartes  dans la couleur dont au moins 2 gros honneurs, le répondant annonce cette couleur avec un saut ; le chelem est quasiment certain.
- Avec un unicolore faible de 7+ cartes, le répondant annonce cette couleur avec un double saut, voire un triple saut s'il a 8 cartes.

Le répondant annonce 1SA avec un jeu de 6 à 10HL, lorsqu'il a épuisé ses couleurs quatrièmes. Avec un jeu plus fort, il reparle au niveau de 2. 
Toutes ces enchères sont forcing, pour l'ouvreur comme pour le répondant, jusqu'à au moins l'annonce de 1SA.
Lorsque le répondant a 11+HL, il peut poursuivre l'annonce des couleurs 4èmes ou 5èmes au niveau de 2.
Quelques exemples de réponses à l'ouverture mineure :
| Ouvreur           | Ouverture | Jeu du répondant                   | Réponse | Notes |
| ----------------- | --------- | ---------------------------------- | ------- | --- |
| Donneur           | 1♣        | ♠ R 4 3 2 ♥ D 8 4 2 ♦ V 4 3 2 ♣ 10 | 1♥      | Avec 3 couleurs 4èmes, choisissez la majeure la plus économique                                                                                                 |
| Donneur           | 1♣        | ♠ R 4 3 2 ♥ D 8 4 ♦ V 5 4 3 2 ♣ 10 | 1♦      | Privilégiez la plus longue : ici c'est ♦ |
| Donneur           | 1♦        | ♠ A 4 3 2 ♥ D 8 ♦ V 5 4 3 ♣ 10 3 2 | 1♠      | Vous n'avez pas de fit à ♦ puisque le partenaire n'en promet que 3. Annoncez votre majeure 4ème                                                                 |
| Donneur           | 1♦        | ♠ V 4 3 ♥ D 8 4 ♦ V 5 ♣ A V 10 3 2 | 1SA     | Malgré votre beau ♣ cinquième, vous n'êtes pas assez fort pour annoncer les ♣. Si vous aviez eu 12+HL, vous auriez pu dire 2♣                                   |
| Donneur           | 1♦        | ♠ D 4 3 ♥ R 8 4 ♦ A V 5 ♣ V 10 9 3 | 2SA     | Vous avez exactement les 11 points H pour dire 2SA ! Avec 12H, vous auriez pu annoncer directement 3SA                                                          |
| Ouverture en 3ème | 1♦        | ♠ A 4 3 ♥ 4 2 ♦ A D V 3 2 ♣ 9 4 3  | 3♦      | Vous êtes tout juste au-dessous de l'ouverture et vous aviez passé au 1er tour. Votre ♦ 5ème établit le fit avec votre partenaire au moins 3ème. Montrez-le lui |

#### Réponses aux ouvertures de 1 en majeure
- Avec une main de 0 à 5HL : Passe
- Lorsque l'on possède le fit dans la couleur d'ouverture (3 cartes dans la couleur), priorité doit être donnée à l'expression de ce fit pour les mains de moins de 13HLD. Les mains plus fortes passent généralement par un changement de couleur forcing préalablement à l'expression du fit.

Toute enchère directe de soutien en majeure dénie plus de 12HLD.
Les méthodes d'expression du fit sont décrites ci-dessus.
- Sans fit mais avec une autre couleur, celle-ci peut être exprimée :
  - à partir de 6HL, au niveau de 1 (sur ouverture de 1♥, réponse de 1♠) avec 4 cartes à ♠ ; le changement de couleur à saut nécessite 18+HL
  - à partir de 13HL, au niveau de 2 sans saut avec 4 cartes ; sur ouverture de 1♠, la réponse de 2♥ nécessite 5 cartes
- Dans tous les autres cas, répondre à SA, voir ci-dessus : Réponses directes à Sans-Atout après l'ouverture à la couleur.
- Comme sur ouverture mineure :
  - avec 18+HL et un bel unicolore de 6+ cartes  dans la couleur dont au moins 2 gros honneurs, le répondant annonce cette couleur avec un saut ; le chelem est quasiment certain.
  - avec un unicolore faible de 7+ cartes, le répondant annonce cette couleur avec un double saut, voire un triple saut s'il a 8 cartes.

La plupart des annonces du répondant ne sont pas forcing s'il a passé d'entrée, et donc si son partenaire a ouvert en 3ème ou en 4ème position.
Le tableau suivant, où M désigne la majeure d'ouverture de 1♥ et de 1♠, résume les différentes réponses possibles :
| Annonce du répondant       | Ouverture de 1♥ en 1er ou 2ème | Ouverture de 1♠ en 1er ou 2ème | Modification de la signification si passe initial du répondant |
| -------------------------- | --- | --- | --- |
| 1♠                         | Sans objet | 4+ ♠, 6+HL | |
| 1SA                        | 5 à 10HL, ni 3 ♥, ni 4 ♠ | 5 à 10HL, pas 3 ♠ | |
| 2M                         | 6 à 10HLD, fit dans la couleur M du partenaire                                                                                              | 6 à 10HLD, fit dans la couleur M du partenaire                                                                                              | |
| 2 dans couleur autre que M | 13+HLD et 4 cartes (5 cartes si ♥) Si saut : 18+HLD .                                                                                       | 13+HLD et 4 cartes (5 cartes si ♥) Si saut : 18+HLD .                                                                                       | Si le répondant avait passé d'entrée, - 2♣ est un Drury bivalent forcing, - le changement de couleur au palier de 2 (sans saut) indique un misfit, 6 cartes et 8+H. - le changement de couleur au palier de 3 (à saut) indique 8H, 5 cartes dans nouvelle couleur et 4 cartes dans M: enchère de rencontre |
| 2SA                        | 11 à 12HLD, fit avec 3 cartes dans la couleur M du partenaire                                                                               | 11 à 12HLD, fit avec 3 cartes dans la couleur M du partenaire                                                                               | Enchère remplacée par le 2♣ Drury si le répondant avait passé d'entrée. Après passe initial, 2SA indique 11HLD, 4 cartes dans M et un singleton ou chicane |
| 3SA                        | 13 à 15HLD, jeu régulier, fit avec 4 cartes dans la couleur M du partenaire                                                                 | 13 à 15HLD, jeu régulier, fit avec 4 cartes dans la couleur M du partenaire                                                                 | |
| 3M                         | 11 à 12HLD, fit avec 4+ cartes dans la couleur M du partenaire                                                                              | 11 à 12HLD, fit avec 4+ cartes dans la couleur M du partenaire                                                                              | |
| 4M                         | 5 à 8H, fit avec 5 cartes dans la couleur M du partenaire                                                                                   | 5 à 8H, fit avec 5 cartes dans la couleur M du partenaire                                                                                   | |
| 4 dans couleur autre que M | Double saut dans nouvelle couleur : splinter indiquant 13-15HLD, soutien à 4 cartes dans M et chicane ou singleton dans la couleur annoncée | Double saut dans nouvelle couleur : splinter indiquant 13-15HLD, soutien à 4 cartes dans M et chicane ou singleton dans la couleur annoncée | |

Quelques exemples de réponses à des ouvertures à la majeure :
| Ouvreur           | Ouverture | Jeu du répondant                    | Réponse | Notes |
| ----------------- | --------- | ----------------------------------- | ------- | --- |
| Donneur           | 1♥        | ♠ 10 4 3 2 ♥ D 8 4 2 ♦ V 4 3 2 ♣ 10 | 2♥      | Vous pouvez vous compter 7HLD à ♥, il faut donc annoncer un soutien simple du partenaire sans annoncer les ♠ |
| Donneur           | 1♥        | ♠ R 5 4 3 ♥ A 8 3 ♦ V 5 4 3 2 ♣ 10  | 1SA     | Vous n'avez pas assez de points pour aller à 2♥ |
| Donneur           | 1♠        | ♠ A 4 ♥ A D 8 5 3 ♦ V 5 4 3 ♣ 10 3  | 2♥      | Vous n'avez pas de fit à ♠, mais vous avez les 13HLD et 5 ♥. Annoncez votre majeure 5ème au niveau de 2. |
| Donneur           | 1♠        | ♠ V 4 3 ♥ D 8 4 ♦ V 5 ♣ A V 10 3 2  | 2SA     | Vous êtes assez fort pour le soutien forcing à ♠. Si votre partenaire est minimum, il terminera les enchères à 3♠. Il peut aussi conclure lui-même à 4♠, ou bien annoncer 3SA (jeu régulier) ou bien changer de couleur (souvent une tentative de chelem) |
| Ouverture en 3ème | 1♠        | ♠ A 5 4 3 ♥ 4 2 ♦ A D V 3 2 ♣ 9 4   | 2♣      | Vous êtes tout juste au-dessous de l'ouverture et vous aviez passé au 1er tour. Votre beau ♠ permet de déclarer la manche si le partenaire n'a pas ouvert faible. Annoncez le 2♣ Drury                                                                    |

#### Redemandes de l'ouvreur après ouverture de 1 à la couleur et développements ultérieurs

##### Après soutien de sa mineure d'ouverture
Exemple :
| Sud | Nord |
| --- | ---- |
| 1♣  | 2♣   |
| ?   |      |

Le soutien direct de la mineure d'ouverture n'intéresse en général pas l'ouvreur, qui va soit passer, soit annoncer SA. Les annonces éventuelles jusqu'au contrat de 3SA montrent les couleurs que les mains arrêtent en vue de jouer à SA. Au-delà de 3SA, les annonces sont des contrôles en vue de jouer le chelem à la mineure fittée.
Rappelons que si le répondant avait été fort dans la mineure d'ouverture, il aurait commencé par annoncer une autre couleur avant de faire un soutien à saut de l'ouvreur.

##### Après soutien de sa majeure d'ouverture
- Soutien simple.

Exemple :
| Sud | Nord |
| --- | ---- |
| 1♥  | 2♥   |
| ?   |      |
- - L'annonce de 3 dans la majeure choisie est un barrage avec 9 atouts dans la ligne
  - L'annonce d'une nouvelle couleur est une tentative de manche
  - 2SA est une enchère d'essai, à laquelle le répondant revient à 3 dans la majeure fittée s'il est minimum (6-8DHL) et annonce une nouvelle couleur où il est long si maximum (9+DHL)

- Soutien à saut.

Exemple :
| Sud | Nord |
| --- | ---- |
| 1♥  | 3♥   |
| ?   |      |
L'ouvreur passe, ou conclut, ou annonce un 1er contrôle
- Soutien par 2SA ou 3SA fitté.

Exemple :
| Sud | Nord |
| --- | ---- |
| 1♠  | 2SA  |
| ?   |      |
- - Selon sa force, l'ouvreur minimum conclut à 3 ou 4 dans la couleur fittée.
  - 3SA est une conclusion avec un jeu régulier et des arrêts dans les autres couleurs ; ce genre de contrat apparaît plus souvent en tournoi par paires où 10 points de différence font une grosse différence de note.
  - Une nouvelle couleur est un contrôle de recherche de chelem
  - Soutien par splinter: Si l'ouvreur est faible ou bien a des honneurs dans la couleur du splinter, il conclut à la manche ; sinon, il annonce un 1er contrôle.

##### Après un changement de couleur 1/1
Exemple :
| Sud | Nord |
| --- | ---- |
| 1♣  | 1♥   |
| ?   |      |

- - Si l'ouvreur détecte a 4 cartes dans la couleur du partenaire, il soutient :

- soit au niveau de 2 : 13-17HLD
- soit au niveau de 3 : 18-20HLD
- soit au niveau de 4 : 21+HLD
- soit par 3SA : jeu régulier, 18-19H
- soit par un double saut splinter dans une couleur où l'ouvreur a un singleton ou une chicane ; la répétition à double saut de sa propre couleur promet un jeu extrêmement fort avec une distribution au moins 6-4
- soit par un bicolore à saut suivi d'un soutien du répondant, ou bien un bicolore cher à saut : 22-23HLD

##### Après un changement de couleur 2/1
- Si le répondant a annoncé une mineure au niveau de 2

Exemple :
| Sud | Nord |
| --- | ---- |
| 1♥  | 2♦   |
| ?   |      |
- Le soutien du partenaire est forcing de manche; il indique 12-16H et 4 cartes
- Le soutien à saut indique un 5-5 à honneurs concentrés, 15+H (20+HLD)
- Un changement de couleur indique une main bicolore (voir ci-dessous)
- Un bicolore cher à saut est un splinter
- Lorsque le répondant a dit 2♣ sur une ouverture de 1♦, la redemande de 2SA indique un jeu régulier et 12-14H.
- Si le répondant a annoncé 2♥ sur l'ouverture de 1♠, 
  - le soutien simple indique 3 cartes à ♥ et n'est pas forcing de manche
  - le soutien à saut indique 4 cartes à ♥, 17-19HLD et est forcing de manche
  - le splinter est aussi utilisable

##### Après 1SA du répondant
Lorsque le répondant a annoncé 1SA, l'ouvreur soutient à 2SA avec 15-17H, 3SA au-dessus. L'annonce de 4SA est quantitative.
D'autres annonces sont disponibles lorsque l'ouvreur a une main unicolore ou bicolore (voir ci-dessous).

##### Mains régulières
- Ouvreur dans la zone 12-14H : l'ouvreur a indiqué ses couleurs 4èmes au niveau de 1; il n'a plus rien à annoncer et dit 1SA. 
  - Le répondant, s'il est faible, peut alors:
    - passer
    - répéter sa propre couleur (au moins cinquième) au niveau de 2: l'ouvreur doit passer

  - Si le répondant veut chercher une manche, 
    - avec une majeure 5ème il peut faire un roudi pour vérifier si l'ouvreur a 3 cartes dans sa propre couleur

    - 2SA est une proposition de manche, 3SA est une conclusion
    - toute nouvelle couleur annoncée au niveau de 2 est forcing, sauf toutefois les cas particuliers, notamment si le répondant était trop faible pour annoncer sa mineure 5ème au niveau de 2 :

| Sud | Nord |
| --- | ---- |
| 1♥  | 1♠   |
| 1SA | 2♦   | Ici, le répondant a 4+ ♠ et 5+ ♦ : situation canapé
| Sud      | Nord |
| -------- | ---- |
| 1♣ ou 1♦ | 1♠   |
| 1SA      | 2♥   | Ici, l'enchère de 2♥ n'est pas forcing, elle indique que le répondant a 5 ♠ et 4♥. L'ouvreur peut passer s'il a 4 cartes à ♥, sinon il rectifie à 2♠ quitte à jouer dans un fit 5-2
- Ouvreur dans la zone 12-14H et répondant a annoncé 1SA : l'ouvreur passe.
- Ouvreur dans la zone 18-19H : l'ouvreur qui était trop fort pour ouvrir de 1SA avait ouvert d'une mineure
  - Si le répondant a annoncé 1SA, l'ouvreur conclut à 3SA
  - Si le répondant a annoncé une couleur au niveau de 1,
    - En cas de fit, le répondant connaît la certitude de manche et recherche éventuellement le chelem;
    - Sinon, il annonce 2SA (saut). La convention du check-back stayman permet alors de découvrir un fit 4-4 ou 5-3 dans une majeure, ou bien de conclure à SA.

##### Mains bicolores
Un bicolore de l'ouvreur se produit lorsque la 1ère couleur de l'ouvreur est annoncée au palier de 1 et la 2ème couleur au palier de 2 ou davantage. Il indique que l'ouvreur a au moins 5+ cartes dans la 1ère couleur, et (sauf exceptions) 4+ cartes dans la 2ème couleur. On qualifie un bicolore de :
- économique s'il permet au répondant de revenir à la 1ère couleur de l'ouvreur au niveau de 2
- cher s'il ne permet au répondant de revenir à la 1ère couleur de l'ouvreur que au niveau de 3
- à saut si l'ouvreur a fait un saut de palier avant l'annonce de sa 2ème couleur: les paliers de retour du répondant à la 1ère couleur de l'ouvreur sont alors décalés d'un niveau.

Exemples :
| Sud | Nord |
| --- | ---- |
| 1♦  | 1♥   |
| 2♣  |      |

| Sud | Nord |
| --- | ---- |
| 1♣  | 1♥   |
| 2♦  |      |

| Sud | Nord |
| --- | ---- |
| 1♥  | 1♠   |
| 3♣  |      |

| Sud | Nord |
| --- | ---- |
| 1♦  | 1♠   |
| 3♥  |      |

La force de ces bicolores est la suivante:
- bicolore économique : 13-19HL, non forcing
- bicolore cher : 18-23HL, forcing
- bicolore à saut : 20-23HL, généralement forcing de manche
- bicolore cher à saut : 22-23HL, enchère exceptionnelle où la 2ème couleur peut être artificielle
Le répondant, qui est le capitaine des enchères, peut alors:
- indiquer le fit éventuel au partenaire, sans saut (non forcing) ou avec saut (forcing)
- répéter sa propre couleur, au moins 5ème, au minimum, ou bien avec saut si elle est 6ème avec 11-12HL ; cette annonce de faiblesse provoque un transfert de capitanat
- annoncer une 4ème couleur : on parle alors de 4ème forcing, en général forcing de manche
- annoncer SA au niveau de 2 (non forcing) ou de 3 (pour les jouer).

##### Mains unicolores
Cette situation se produit lorsque l'ouvreur a une couleur au moins 5ème sans couleur 4ème à côté, et qu'il n'y a aucun fit trouvé avec le partenaire jusqu'au niveau de 1SA.
- Avec un unicolore de 5 cartes, l'ouvreur poursuit jusqu'à 1SA; la suite des annonces est la même que celle de l'ouvreur avec un jeu régulier
- Avec un unicolore de 6 cartes, l'ouvreur peut répéter sa couleur:
  - sans saut : 13-16HL (non forcing)
  - avec saut : 17-19HL (forcing). Si le répondant avait déjà annoncé une couleur au niveau de 2, la répétition à saut subséquente de l'ouvreur peut aller jusqu'à une force de 23HL et préparer une recherche de chelem

##### Détection fit majeur 3-5 avec répondant 5ème
Nous avons vu que si l'ouvreur a une main régulière, le Roudi permet au répondant qui a une majeure 5ème de détecter un fit 3-5 avec l'ouvreur. Un mécanisme de ce genre existe également lorsque l'ouvreur a un jeu irrégulier, c'est la 3ème couleur forcing. Il se pratique sur l'une des 3 séquences suivantes :
| Sud | Nord |
| --- | ---- |
| 1♣  | 1♥   |
| 2♣  | 2♦   |
| ?   |      |

| Sud | Nord |
| --- | ---- |
| 1♣  | 1♠   |
| 2♣  | 2♦   |
| ?   |      |

| Sud | Nord |
| --- | ---- |
| 1♦  | 1♠   |
| 2♦  | 2♥   |
| ?   |      |

Dans chacune de ces séquences, la 1ère couleur déclarée par Nord est 5ème, alors que la 2ème est une fausse couleur.
- L'ouvreur décline par priorité son soutien 3ème à la majeure du répondant, avec ou sans saut selon sa force.
- Sinon, s'il a un arrêt dans chacune des couleurs restantes, il peut annoncer SA, avec ou sans saut selon sa force.
- Sinon, il peut soutenir la 3ème couleur forcing du partenaire comme si c'était une vraie couleur de 4 cartes.
- Sinon, il peut répéter sa propre couleur d'ouverture avec 6 cartes.
- S'il a épuisé toutes les autres possibilités, il peut annoncer la 4ème couleur, ce qui oblige le partenaire à choisir le contrat.

### Réponses à l'ouverture d'1SA
C'est un domaine des enchères qui est codifié de façon précise. On y trouve là notamment les conventions les plus populaires du bridge, le Stayman (visant à la découverte d'un fit 4-4 en majeur) et le Texas (visant à nommer une majeure au moins cinquième).
Priorité doit être donnée à la découverte d'un fit 4-4 en majeure. Ainsi, lorsque l'on est en possession d'un 5-4 majeur justifiant au moins un espoir de manche, le stayman doit être préféré au Texas.
Dans quelles circonstances le répondant doit-il utiliser le Stayman ou le Texas ? Le tableau suivant essaie d'y répondre :
| Type de main du répondant                      | Stayman | Texas | Autre                                                      |
| ---------------------------------------------- | --- | --- | ---------------------------------------------------------- |
| Aucune majeure 4ème et aucune mineure 5ème     | | | < 8H: passe 8H (9HL): 2SA > 8H: 3SA ou recherche de chelem |
| 1 ou 2 couleurs majeures 4ème                  | Si 8+H : Faire un stayman | | Si < 8H, passe                                             |
| 1 majeure 4ème et 1 mineure 5ème               | Après le stayman, si le fit majeur n'est pas découvert, annoncer la mineure | | Si < 8H, passe                                             |
| 1 mineure 5ème ou 6ème sans autre couleur 4ème | | Texas mineur à 2♠ pour les ♣ ou bien 3♣ pour les ♦ |                                                            |
| 1 majeure 5ème sans autre couleur 4ème         | Avec 8H (9HL) et des ♠: annoncer 2♣; si l'ouvreur répond 2♦ ou 2♥, dites 2♠ pour montrer les ♠ 5èmes. Avec 8H (9HL) et des ♥: si l'ouvreur répond 2♦ on annonce 2♥; S'il répond 2♠, le répondant rectifie à 2SA et l'ouvreur passe ou dit 3♥, enchère finale | Avec 0-7H (manche impossible) ou 9+H (certitude de manche): le Texas s'impose                                                                                           |                                                            |
| 1 majeure 6ème sans autre couleur 4ème         | | Faire le Texas à la majeure, puis, si tentative de manche, répéter la majeure                                                                                           |                                                            |
| 2 majeures 5-4                                 | Stayman; si l'ouvreur dit 2♦ on décline sa majeure 5ème | Si < 8H, faire un Texas |                                                            |
| 2 majeures 5-5                                 | | Si exactement 8H (recherche de manche) répondre 2♦ puis sur rectification à 2♥ dire 2♠ Si recherche de chelem, commencer par 2♥ puis sur la rectification à 2♠, dire 3♥ | Si certitude de manche, répondre directement 4♦ .          |
| 2 mineures 5-5 et 9H                           | | Dire 2♠ puis, sur la rectification de l'ouvreur à 3♣, dire 3♦ |                                                            |

#### Les réponses «usuelles» à l'ouverture d'1 Sans-Atout
| Réponse    | Convention                         | Points           | Notes | Enchère forcing ? |
| ---------- | ---------------------------------- | ---------------- | --- | ----------------- |
| 2♣         | Stayman                            | 8HL et +         | Nécessite une majeure quatrième. cf. ci-dessous pour les développements | Oui               |
| 2♦         | Texas pour les ♥                   | ≥0H              | Nécessite 5 cartes au moins à ♥. cf. ci-dessous pour les développements | Oui               |
| 2♥         | Texas pour les ♠.                  | ≥0H              | Nécessite 5 cartes au moins à ♠. cf. ci-dessous pour les développements | Oui               |
| 2♠         | Texas pour les ♣.                  | ≥0H              | Nécessite 6 cartes au moins à ♣ si la main est faible (≤ 7H). cf ci-dessous pour les développements | Oui               |
| 2SA        | Proposition pour jouer 3SA.        | 8H ou 9HL        | | Non               |
| 3♣         | Texas pour les ♦.                  | ≥0H              | Nécessite 6 cartes au moins à ♦ si la main est faible (≤ 7H). cf. ci-dessous pour les développements | Oui               |
| 3♦, 3♥, 3♠ | Unicolore avec recherche de chelem | 16HL             | Demande à l'ouvreur de nommer les contrôles, ou de dire 3SA si 2 petites cartes à l'atout | Oui               |
| 3SA        | Pour jouer ce contrat.             | 9-15H ou 10-15HL | Dénie une majeure au moins quatrième. | Non               |
| 4♦         | Bicolore ♥ et ♠                    | 10+HL            | Demande à l'ouvreur de corriger dans la couleur majeure où il possède au moins trois cartes. Nécessite d'avoir les 2 couleurs majeures cinquième. | Oui               |
| 4♥, 4♠     | Enchère finale de manche           |                  | | Non               |
| 4SA        | Proposition pour jouer 6SA         | 16-17HL          | Quantitatif : dénie une majeure au moins quatrième. Dans ce contexte, l'enchère de 4SA n'est pas un appel aux As. L'ouvreur : - passe s'il est minimum, - nomme s'il le peut une mineure quatrième (5♣ ou 5♦) ce qui permet d'arriver éventuellement à un chelem en mineure, - annonce directement 6SA s'il est maximum sans mineure quatrième | Non               |
| 5SA        | Proposition pour jouer 7SA         | 20-21HL          | Impose de jouer au moins 6SA (ou éventuellement 6♣ ou 6♦) si l'ouvreur est minimum. Dénie une majeure au moins quatrième. | Oui               |
| 6SA        | Pour les jouer.                    | 18H-19HL         | Dénie une majeure au moins quatrième. | Non               |

### Réponses à l'ouverture de 2SA
On y retrouve la même structure de réponses que sur l'ouverture d'1SA. Notamment l'enchère de 3♣ qui est un stayman et les enchères de 3♦, 3♥, 3♠ et 4♣ qui sont des Texas.
La recherche du fit 4-4 reste prioritaire, donc l'emploi du Stayman l'est sur celui du Texas.
Il n'y a plus de notion d'effort de manche. Tout enchère devient forcing de manche (à l'exception des enchères de Texas que certains joueurs jouent avec des mains nulles). En effet, par rapport à l'enchère d'1SA, il y a un palier de disponible en moins et la précision de l'ouverture est accrue puisque la fourchette est réduite à 2 points contre 3 pour l'ouverture d'1SA.

### Réponse à l'ouverture de 2♣
La réponse conventionnelle est 2♦, ce qui permet à l'ouvreur de préciser son jeu:
2♥, 2♠, 3♦, ou 3♣ avec une robuste couleur 6e,
2SA avec un jeu régulier de 22-23H,
3SA avec les deux majeures cinquièmes.

### Réponses à l'ouverture de 2♦
Les partenaires s'engagent normalement à ne pas passer avant d'avoir atteint une manche. 
Les principales réponses à l'ouverture de 2♦ sont :
2♥ : pas de jeu (moins de 8H, pas d'as, et au plus un roi),
2♠ : un as,
2SA : pas d'as mais du jeu (au moins 8H ou au moins deux rois),
3SA : deux as.
Différentes conventions utilisent les réponses au niveau de 3 à la couleur pour des réponses plus précises : un as avec jeu, un as et un roi, deux as de même couleur, de même rang, ou mélangés, etc. Ces informations peuvent en effet être précieuses pour envisager un chelem.

### Recherche de chelem
- Les annonces de contrôles démarrent généralement au-delà de 3SA, parfois même avec 3♠. On appelle contrôle la possession d'un As, d'un Roi, d'un singleton ou d'une chicane. Chaque joueur annonce à tour de rôle le contrôle de rang le plus économique. Par exemple, dans la séquence :

| Sud | Nord |
| --- | ---- |
| 1♣  | 1♥   |
| 3♥  | 3♠   |
| 4♣  | ?    | l'enchère de 3♥ est un soutien à saut de la couleur du répondant avec 17-19HLD et 4 cartes à l'atout. A ce stade, la couleur d'atout est agréée, et l'annonce de 3♠ est un 1er contrôle de la part d'un répondant assez fort pour envisager la manche, donc avec au moins 15HLD environ. Sud annonce alors son contrôle ♣. Sans contrôle ♦ il doit dire 4♥ afin que le partenaire s'arrête s'il n'a pas lui-même de contrôle ♦.
L'annonce du dernier contrôle indique une faiblesse de la part du joueur. Ainsi, dans l'exemple précédent, s'il a le contrôle ♦ et qu'il est plutôt faible, Nord l'annonce, mais s'il est optimiste pour le chelem il peut sauter à 4♠ (contrôle de 1er tour à ♠, puisqu'un contrôle  ♠ a déjà été annoncé) ou bien il peut annoncer le Blackwood, ou bien sauter directement au chelem.
- Si l'un des joueurs constate l'existence de tous les contrôles, il peut poser le Blackwood. Dans le SEF, il s'agit de la variante dite 30-41 à 5 clés dont le Roi d'atout qui a le même statut qu'un As.

En cas de double fit, la couleur d'atout implicite dans le blackwood est la 1ère couleur nommée par le poseur de blackwood.
4SA n'est pas un blackwood mais une proposition de chelem quantitative dans 2 cas :
- aucun une couleur d'atout n'a été agréée ;
- une couleur mineure a été agréée, mais la dernière annonce avant le blackwood était à SA.
- Lorsqu'il y a incertitude sur la présente de la Dame d'atout chez le partenaire, le joueur ayant posé le Blackwood peut annoncer la couleur immédiatement au-dessus de l'annonce du partenaire (dite collante) afin de poser la question. Par exemple, si après 4SA le partenaire a répondu 5♦ (1 As), la question à la Dame est généralement 5♥. Si toutefois ♥ est la couleur choisie comme atout, la question à la Dame est la couleur immédiatement au-dessus, donc 5♠. Si le partenaire n'a pas la Dame d'atout, il revient à la couleur d'Atout au palier le moins élevé possible.

- Le Blackwood d'exclusion peut être posé par un joueur qui a une chicane, et qui veut exclure du compte un As dans cette chicane. Ce blackwood est posé par un saut dans la couleur de la chicane. Exemple :

| Sud | Nord |
| --- | ---- |
| 1♣  | 1♥   |
| 3♥  | 3♠   |
| 5♣  | ?    |
Le partenaire compte ses As autres que l'As de ♣ et répond en 3041. Par exemple, s'il a 2 As et la Dame d'atout, il répond 5SA (4ème palier après 5♣).
- Si le poseur du blackwood détecte qu'il y a tous les As et le Roi d'atout, et qu'il veut explorer le grand chelem, il annonce 5SA : blackwood aux Rois. Le partenaire annonce la couleur de son Roi le plus économique; s'il n'a pas de Roi, il annonce le petit chelem à l'atout choisi; il peut aussi annoncer directement le grand chelem.

### Interventions et réveils

#### Intervention du joueur n°2
Le joueur situé juste après l'ouvreur intervient comme suit :
- Après une ouverture de 1 à la couleur :

- 1SA : jeu régulier de 16 à 18 HL et arrêt couleur adverse ; avec un jeu régulier plus puissant, on contre
- 1♦, 1♥ ou 1♠, ou 2 dans couleur sans saut : 5 cartes dans la couleur, 9 à 18 HL (12 à 21 DHL)
- Couleur à saut au palier de 2 : barrage faible (6 à 10 HL) avec 6 cartes dans la couleur
- Couleur à saut au palier de 3 : barrage faible avec 7 cartes
- Couleur à saut au palier de 4 : barrage faible avec 8 cartes
- Contre :
- soit un jeu moyen (à partir de 14DHL) avec courte dans la couleur de l'adversaire et au moins 2 des couleurs restantes, au moins 3 cartes à la majeure non annoncée et si possible 4 avec un jeu faible
- soit 19HL et plus : contre toute distribution.
- Bicolores : voir : Michaël (bridge).
- Après une ouverture de barrage de 2, 3 ou 4 à la couleur :

- Intervention par la couleur toujours naturelle, sauf convention spéciale
- Intervention par 4SA : bicolore mineur.
- Après une ouverture de 1SA, on n'intervient qu'avec des mains bien distribuées :

- 2♣ Landy : appel aux majeures, avec au moins 10HL et 4 cartes ou plus dans chaque majeure
- 2SA : appel aux mineures, avec 5 cartes dans chaque mineure
- les autres annonces de couleur sont naturelles avec ≥ 6 cartes dans la couleur et un singleton, exceptionnellement avec 5 cartes dans la couleur et un singleton et un jeu assez fort :
- à 2♥ et 2♠,
- et à 3♣ et 2♦
Sur l'intervention en majeure, le partenaire de l'interveneur (joueur n°4) peut chercher la manche majeure en soutenant à 3 ou 4, ou bien par un cue-bid (fort) à 2SA. Toutefois, les manches du camp intervenant après ouverture de 1SA sont rares, et les chelems totalement improbables. Les manches nécessitent toujours des jeux très distribués et ≥ 9 atouts dans la ligne, le plus souvent 10 atouts.
- Contre : punitif, indique généralement un jeu plus puissant que celui de l'ouvreur. Cette forme de X est toutefois de moins en moins pratiquée par les joueurs. Le X moderne de 1SA nécessite 2 couleurs longues, typiquement une majeure de 4 cartes au moins et une mineure de 5 cartes au moins.
| Annonce   | Convention     | Points  | Notes | Enchère forcing ? |
| --------- | -------------- | ------- | --- | ----------------- |
| 1 ♠       |                | 9-18HL  | 5 cartes (et belles cartes si faible en points H)                                                                         | Non               |
| 1SA       |                | 16-18HL | 1 arrêt dans couleur de l'ouvreur                                                                                         | Non               |
| 2♣, 2♦    |                | 11-18HL | 5 belles cartes ou 6 cartes                                                                                               | Non               |
| 2♥        | Michaël        | 10+HL   | bicolore ♣ et ♠, au moins 5-5                                                                                             | Oui               |
| 2 ♠       | barrage        | 6-10HL  | 6 cartes | Non               |
| 2SA       | Michaël        | 10+HL   | bicolore ♣ et ♦, au moins 5-5                                                                                             | Oui               |
| 3♣        | Michaël        | 10+HL   | bicolore ♦ et ♠, au moins 5-5                                                                                             | Oui               |
| 3♦, 3♠    | barrage        | 6-10HL  | 7 cartes | Non               |
| 4♣,4♦, 4♠ | barrage        | 6-10HL  | 8 cartes | Non               |
| X         | contre d'appel | 14+ DHL | 0 à 2 ♥ et au moins 3 cartes à ♠ si 14 à 18 DHL, au moins 4 cartes à ♠ si proche de 14 DHL, toute distribution si 19+ DHL | Oui               |

##### Développements après un contre d'appel d'une ouverture à la couleur
En l'absence de nouvelle intervention du camp adverse, le partenaire du contreur doit répondre :
- couleur sans saut : sa couleur la plus longue, avec priorité à la majeure même 4ème, et moins de 8H
- couleur avec saut : 9 à 10 H, couleur au moins 4ème ; toutefois le saut en majeure au niveau de 3 indique 5 cartes dans la majeure
- cue-bid : 11 H et davantage
Exemple :
| Sud   | Ouest | Nord  | Est |
| ----- | ----- | ----- | --- |
| 1♦    | X     | Passe | ?   |
| 1. 2. |       |       |     |

| Jeu d'Est                          | Annonce d'Est |
| ---------------------------------- | ------------- |
| ♠ 5 4 3 2 ♥ 10 5 ♦ 5 4 3 ♣ 5 4 3 2 | 1♠            |
| ♠ R V 3 2 ♥ V 5 ♦ D V 10 2 ♣ 5 4 2 | 2♠            |
| ♠ R D V 3 2 ♥ V 5 ♦ V 10 9 2 ♣ 5 4 | 3♠            |
| ♠ R V 3 2 ♥ D V 5 ♦ A 10 9 2 ♦ 5 4 | 3♦            |

##### Développements après une intervention à 1SA
Le plus souvent, la convention minou-matou est appliquée par le partenaire de celui qui a annoncé 1SA :
- Si l'ouverture était en mineure, on l'oublie et on répond à 1SA comme si l'ouverture avait été de 1SA
- Si l'ouverture avait été en majeure, on répond tout en Texas: par exemple, sur l'ouverture de 1♠ et l'intervention de 1SA, le partenaire de l'intervention dira

- 2♦ est un transfert pour montrer un jeu avec 5 cartes à ♥,
- 2♥ est le Texas impossible (puisque ♠ avait été annoncé par l'adversaire) et est donc un Stayman montrant 4 cartes à  ♥.

#### Réveil du joueur n°4
Après l'ouverture, les joueurs 2 et 3 ont passé. Le joueur n°4 peut réveiller à partir de 7H (8HL).
- Après une ouverture adverse à la couleur :

- 1 à la couleur sans saut indique une force de 8 à 13 HL et si possible 5 cartes
- 2 à la couleur sans saut garantit 5 cartes
- 2 à la couleur avec saut garantit 11 à 13 HL et 6 cartes
- 1SA indique 10 à 13 HL, jeu régulier, arrêt dans la couleur d'ouverture ; avec 14-16 HL, il convient de contrer avant d'annoncer les SA
- 2SA indique 17 à 19 HL, jeu régulier, arrêt dans la couleur d'ouverture
- Contre :
- soit un jeu assez faible (8 à 13 HL) et une distribution qui se prête bien au contre d'appel (main courte dans la couleur adverse, bicolore ou tricolore
- soit un contre toute distribution à partir de 14 HL.
- Après une ouverture de 1SA :

- le réveil à la couleur a la même signification que le contre d'appel du joueur n°2, avec éventuellement 0 points H et ≥ 6 cartes dans la couleur annoncée ;
- de même, le 2♣ Landy : appel aux majeures, a une force très réduite par rapport à son homologue du joueur n°2.
Ces interventions sont d'autant plus opportunes que le joueur n°4 a un jeu faible en points H et une distribution puissante. Elles nécessitent toujours au moins un singleton. Si le joueur n°4 a très peu de points H, le joueur n°2 a davantage de chance d'en avoir beaucoup, or les honneurs situés derrière l'ouvreur sont beaucoup plus utiles que ceux situés devant l'ouvreur.

## Jeu sur Internet
Il existe plusieurs sites web ou logiciels permettant de jouer sur internet. L'un des plus populaires, et qui est entièrement gratuit, est le célèbre BBO (Bridge Base Online) ; on peut y jouer soit par l'intermédiaire de son navigateur, soit en téléchargeant une application qui tourne sous Windows et sous Wine/Linux.
Comme le standard français SEF est très proche du standard américain SAYC et que ces deux systèmes sont les plus employés par les non-français sur BBO, un joueur français peut facilement s'adapter à un environnement de jeu international. Il faut essentiellement se souvenir que, pour le SAYC, l'ouverture de 2♦ est une ouverture faible et que 2♣ est la seule ouverture forte.
Toutefois, de plus en plus d'américains adoptent le standard 2/1 qui est voisin du SAYC mais avec 2 différences notables: une annonce avec changement de couleur au niveau de 2 est forcing de manche, et la réponse de 1SA à l'ouverture, bien que située dans la gamme 6-11H, est forcing pour 1 tour. Les robots de BBO sont d'ailleurs programmés pour annoncer en 2/1.